# Cynthia McLeod

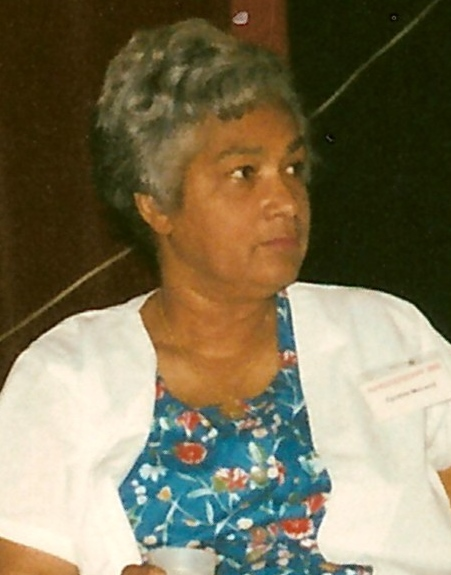
Cynthia McLeod în 1997

Cynthia Henri McLeod (n. 4 octombrie, 1936 în Paramaribo - ...) este o scriitoare din Surinam.